# Karl Friedrich Pfau
Karl Friedrich Pfau alias Erich Blum (* 15. März 1857 in Zwenkau; † 14. April 1939 in Leipzig) war ein deutscher Verlagsbuchhändler und Schriftsteller.

## Leben
Pfau war Lehrling bei F. A. Brockhaus in Leipzig. Von 1876 bis 1882 hielt er sich beruflich in Straßburg, Heidelberg, Stuttgart und Dresden auf. Seit 1884 war er selbständiger Buchhändler, späterhin Verlagsbuchhändler in Leipzig.
Er schrieb 59 Artikel für die Allgemeine Deutsche Biographie.

## Werke

### Autorenschaft
- Das Buch berühmter Buchhändler, 2 Bde. Leipzig 1885 u. 1886
- Luise, Königin von Preußen. Ein Lebensbild der unvergeßlichen Fürstin, Leipzig [1890]
- Der junge Sortimenter. Ein Leitfaden für Buchhändler und solche, die es werden wollen, Leipzig 1891
- Der junge Verleger. Ein Leitfaden für Anfänger und solche, welche sich dem Verlage zuwenden wollen, Leipzig 1891
- Die Reklame des Sortimenters, 1894
- Die Herren Gehülfen im Buchhandel, 1898
- Handbuch der kaufmännischen Organisation. Ein systematisches Lehrbuch der geschäftlichen Einrichtungen in Klein- und Grossbetrieben. 3 Bde. Leipzig 1901
- Der Spediteur. Ein Hand- und Nachschlagewerk für alle Diejenigen, die im Speditionsfache tätig sind, 1903
- Der Buchhändler : Eine Encyklopädie d. buchhändler. Wissens, 1903
- König Georg von Sachsen. Ein deutsches Fürstenleben, 1906
- Handbuch für Kontrolleure und Revisoren in geschäftlichen und kaufmännischen Unternehmungen und Bureaus, Leipzig 1907
- Das buchhändlerische Versandgeschäft. Wesen und Charakter desselben, Leipzig 1913
- Die Einrichtung einer Leihbibliothek mit Lesezirkel, 1917
- Buchhändler-Korrespondenz, 1919
- Vertriebs-Plan des Buch- und Zeitungs-Verlegers, 1919
- Persönliche Winke des Sortimenters, 1919
- Der Buchhändler. Lehrbuch des praktischen Buchhandels, 2 Bde. Leipzig 1925 u. 1927

### Bearbeiter
- Leipzig und seine Umgebung, Linz 1889
- Biographisches Lexikon des deutschen Buchhandels der Gegenwart. Leipzig 1890
- Der junge Kommissionär. Ein Leitfaden, Leipzig 1891
- Die Korrespondenz des Sortimenters, Leipzig 1891

### Herausgeber
- Ferdinand Lassalle’s Gesamtwerke. Einzige Ausgabe, 5 Bde. Leipzig 1899–1909
- Internationale Buchhändler-Akademie. Monatsschrift für die Gesamtinteressen des Buchhandels und der ihm verwandten Gewerbe, Leipzig 1899